# Braxatoris János
Braxatoris János (Bánoczy János) (17. század) evangélikus tanító.

## Élete
1669. szeptember 30. az eperjesi főiskolában nyilvánosan vitatkozott; innét Jánoky Gáspár költségén külföldre ment és a wittenbergi egyetemen azon év nov. 22. iratkozott be, hol 1671-ig maradt; hazájába visszatérve Jánoky Gáspár fiát nevelte. 1676–1683-ig a rahói várban a nemes ifiak nevelője volt, innét Rozsnyóra ment tanítónak, hol három évig működött, azután visszatért Rahóra és ott nyilvános tanító volt élte végeig.

## Munkái
- Dissertatio historica de vocis papae aetatibus. Vittebergae, 1671.